# Mario Oehme
Mario Oehme (Weimar, 17 juni 1964) is een Duits boogschutter.
Oehme begon met boogschieten nadat hij in 1989 door een ongeluk in de mijnbouw in een rolstoel belandde. Hij schiet met een recurveboog in de W2-klasse. Sinds 1993 schiet hij met het Duits nationaal team. Hij debuteerde op de Paralympische Zomerspelen in Atlanta (1996), waar hij met teamgenoten Hermann Nortmann en Udo Wolf een gouden medaille won. Op de Spelen in Athene (2004) won hij in de individuele rondes opnieuw een gouden medaille. 
Oehme is wereldrecordhouder op de 70 meter. In 2008 zal hij in Peking meedoen aan de Paralympische Spelen.

## Palmares
| 1996 Paralympische Zomerspelen (team) 2004 Paralympische Zomerspelen (individueel) |